# Крутиков, Пётр Сильвестрович
Пётр Сильве́стрович Кру́тиков (1861, Киев, Киевский уезд, Киевская губерния, Российская империя — ?) — русский артист цирка, антрепренёр.

## Биография
Родился в 1861 году в городе Киеве Киевского уезда Киевской губернии Российской империи. Отец — генерал-майор.
Окончил юридический факультет Императорского университета Святого Владимира. Служил в канцелярии Киевского, Волынского и Подольского генерал-губернаторов, затем — в Киевской судебной палате.
В 1890 году оставил службу ради своего увлечения с детства — профессиональных занятий с лошадьми, и в том же году построил в Киеве манеж с конюшней и зрительным залом вместительностью в 200 человек, по образцу цирка Молье в Париже.
В 1897 году гастролировал в Париже, затем — в Москве, Одессе, Санкт-Петербурге. В 1903 году построил здание цирка «Гиппо-Палас» в Киев, вмещающего 2 тысячи зрителей и признанного одним из лучших цирковых помещений того времени.
После 1917 года иммигрировал в Италию.